# Aleksandra Vukajlović
Aleksandra Vukajlović (født 7. juni 1997 i Čačak, Serbien) er en serbisk håndboldspiller, som spiller for ungarske Érd NK og Serbiens kvindehåndboldlandshold.
Hun blev udtaget til landstræner Uroš Bregars trup ved VM i kvindehåndbold 2021 i Spanien, hvor det serbiske hold blev nummer 12.